# الچین مصطفی‌یف
الچین مصطفی‌یف (ترکی آذربایجانی: Elçin Mustafayev؛ زادهٔ ۵ ژوئیهٔ ۲۰۰۰) بازیکن فوتبال است.
وی همچنین در تیم ملی فوتبال زیر ۲۱ سال جمهوری آذربایجان بازی کرده‌است.